# Coroisânmărtin
Coroisânmărtin là một xã thuộc hạt Mureș, România. Dân số thời điểm năm 2002 là 1487 người.